# Vindenes
Vindenes är en tätort i Øygardens kommun i Vestland fylke i västra Norge. Orten ligger vid änden av fylkesväg 5268, vid sidan av fylkesväg 561, norr om tätorten Ågotnes, på den norra delen av ön Sotra.
Tidigare har orten tillhört dåvarande Fjells kommun i Hordaland fylke.